# Pierre-André Chiappori
Pierre-André Chiappori (* 5. August 1955) ist ein monegassischer Ökonom, der seit 2005 als Professor für Volkswirtschaftslehre an der Columbia University lehrt. Seit 2024 ist er zudem Finanz- und Wirtschaftsminister des Fürstentums Monaco.

## Leben
Von 1974 bis 1979 war Chiappori Student an der École normale supérieure in Paris, 1977 bestand er die Agrégation (Staatsprüfung für das höhere Lehramt) in Mathematik mit „Wahrscheinlichkeit“ als Wahlfach. Gleichzeitig war er ein Student an der Universität Paris VII (Diderot), von welcher er 1975 eine Maîtrise in Mathematik erhielt. 1976 verlieh ihm die Universität Paris VI (Pierre et Marie Curie) ein D.E.A. in Statistik, 1978 die Universität Paris I (Panthéon-Sorbonne) ein D.E.A. und 1981 einen Doktor in Volkswirtschaftslehre.
Von 1980 bis 1984 war Chiappori Assistenzprofessor an der Universität Paris I, bevor er 1985 Maître de conférences an der EHESS wurde. Danach wechselte er 1989 als Maître de conférences an die École polytechnique (1989–1997), während er parallel als Forschungsbeauftragter am CNRS arbeitete, wo er 1991 zum Forschungsdirektor aufstieg. 1992 nahm er eine Stelle als Professor für Volkswirtschaftslehre an der ENSAE an.
Einer persönlichen Empfehlung Gary Beckers folgend warb die University of Chicago Chiappori 1997 von der École polytechnique ab und berief ihn auf eine Professur für Ökonomie. Nach einer Gastprofessur an der Columbia University 2004/05 folgte Chiappori schließlich einem Ruf an diese Universität und übernahm dort 2005 die nach E. Rowan und Barbara Steinschneider benannte Professur für Volkswirtschaftslehre.
Daneben ist Chiappori als Redakteur des Journal of the European Economic Association, der Geneva Papers on Risk and Insurance Theory, der Review of Economics of the Household und von Foundations and Trends in Economic Theory. Früher war Chiappori Redakteur des Journal of Political Economy (2001–2005), von Economic Policy (1988–1990), Richerche Economiche (1990–1996) und der European Economic Review (1988–1996).
Darüber hinaus ist Chiappori ein Mitglied des Forschungsrats des Becker-Friedman Institute for Research in Economics und ein Ratsmitglied der European Economic Association. 2020 wurde Chiappori in die American Academy of Arts and Sciences gewählt.
Im März 2024 ernannte Fürst Albert II. von Monaco Chiappori (als Nachfolger Marco Piccininis) zum Regierungsrat und Minister für Finanzen und Wirtschaft des Fürstentums.

## Forschung
Gemäß der wirtschaftswissenschaftlichen Publikationsdatenbank IDEAS gehört Chiappori im Gesamtranking zu dem 1 % der forschungsstärksten Ökonomen (Rang 205). Auch unter Kriterien wie „Anzahl an Arbeiten“ oder „Anzahl an Zitaten“ gehört Chiappori deutlich zu den besten 5 % der in der Datenbank erfassten Ökonomen. Der meistzitierte Artikel Chiapporis trägt den Titel „Rational Household Labor Supply“ (1988). In diesem Artikel untersucht Chiappori das Arbeitsangebot von Haushalten. Hierzu modelliert er Haushalte als ein zweiköpfiges Kollektiv, das Pareto-effiziente Entscheidungen trifft. Die Konsequenzen dieser Annahme werden in einem Dreigüter-Modell untersucht, in dem Gesamtkonsum und das Arbeitsangebot jedes Haushaltsmitglieds beobachtbar sind. Wenn die Agenten als egoistisch angenommen werden, lassen sich sowohl von einer parametrischen als auch einer nichtparametrischen Perspektive widerlegbare Bedingungen für das Arbeitsangebot des Haushalts ableiten. Wenn die Agenten hingegen als altruistisch angenommen werden, verbleiben Beschränkungen im nichtparametrischen Kontext; eine brauchbare Interpretation ergibt sich aus dem Vergleich mit der Charakterisierung aggregierter Nachfrage für eine private Volkswirtschaft.

## Persönliches
Pierre-André Chiappori ist mit Kristina Orfali, einer Medizinethikerin, verheiratet, hat mit ihr ein gemeinsames Kind und ist ein Unterstützer des Fußballvereins AS Monaco. Neben der monegassischen Staatsbürgerschaft besitzt Chiappori ebenfalls die französische Staatsbürgerschaft.

## Quelle
- Curriculum Vitae Pierre-André Chiapporis (PDF; 17 kB) auf der Website der Columbia University (englisch)